# 贝蒂诺·里卡索利
贝蒂诺·里卡索利，里卡索利男爵，布罗利奥伯爵(Bettino Ricàsoli，Barone Ricàsoli，Conte di Brolio，義大利語發音：[riˈkaːsoli])，(1809年3月28日—1880年10月23日) 意大利政治家。

## 生平
里卡索利出生在佛罗伦萨。1848年他当选佛罗伦萨执法官，但由于托斯卡纳大公倾向反自由而辞职。
后担任托斯卡纳的内政部长，1859年他促进了托斯卡纳与皮埃蒙特联盟，两国于1860年3月12日签订盟约。1861年当选意大利国会议员，6月12日接替加富尔伯爵任首相，作为首相，他承认加里波第的志愿军进入正规军，撤销对流放朱塞佩·马志尼的法令，试图与梵蒂冈和解，但他的努力却得不到教皇的肯定。他于1862年辞职。
1866年里卡索利重新执政，他拒绝了拿破仑三世放弃威尼斯的提议，条件是意大利放弃普鲁士联盟，也拒绝了普鲁士的联盟建议。
1866年底法国军队从罗马撤离，他再次试图安抚梵蒂冈，表示意大利会恢复教堂的财产，不再镇压宗教团体，并承认梵蒂冈四十五主教的许可证书，以换取梵蒂冈逐步支付24,000,000里拉。梵蒂冈接受了他的提议，但在意大利国会中遭到质疑，没有等待投票结果，里卡索利就辞去首相职务，此后在政治生活中几乎消失，1880年10月23日在布洛里奥城堡去世。
里卡索利男爵创造了现代基安蒂葡萄酒的配方，以他命名的家族公司至今仍然在布洛里奥城堡生产葡萄酒。他的私人生活和公共生涯使赢得了铁男爵(Iron Baron)的称号。尽管他教会的计划失败，但他仍然是有史以来意大利統一运动中最值得关注的人物。